# Camarosporium feurichii
Camarosporium feurichii är en svampart som beskrevs av Henn. 1904. Camarosporium feurichii ingår i släktet Camarosporium, ordningen Botryosphaeriales, klassen Dothideomycetes, divisionen sporsäcksvampar och riket svampar.   Inga underarter finns listade i Catalogue of Life.